# Édouard de Warren
Pour les articles homonymes, voir Warren.
Édouard de Warren, né le 4 avril 1871 à Mont-Saint-Aignan (Seine-Inférieure) et mort le 22 mai 1962 à Paris, est un homme politique français de la IIIe République.

## Sa famille et sa carrière d'officier
Il est issu d'une famille de réfugiés jacobites en France naturalisée lorraine le 25 décembre 1712, qui obtint reconnaissance de noblesse le 31 juillet 1726 puis maintenue noble d'ancienne extraction en 1771 et 1777, et porte le titre de « comte » (titre éteint selon Arnaud Clément). Son grand-père paternel, Édouard (1811-1898), a été un érudit, son père, Lucien, polytechnicien (1864), a été officier d'artillerie puis homme de lettres et s'installe à Nancy où il est né. Il a un frère cadet, Raoul, et cinq demi-frères et sœurs. Il suit à Nancy des études au collège privé de La Malgrange, où il a comme condisciples François de Wendel, Louis Madelin et surtout Louis Marin, dont il est resté très proche par la suite. Il est élève à l'École spéciale militaire de Saint-Cyr jusqu'en 1891. À cette date, il devient officier de cavalerie et est affecté au 16e dragons à Reims. Il quitte l'armée en 1900 pour raisons de santé, à la suite d'un accident de cheval.
Le 6 juillet 1898 (à Paris XVIe), il épouse Marie-Marguerite-Thérèse de Chastellux (Chastellux-sur-Cure, 3 avril 1876 - 12 juin 1962). Son épouse va être infirmière générale de la Société de secours aux blessés militaires, et chevalier de la Légion d'honneur (27 avril 1931). Lui-même a été président de la section tunisienne de la SSBM avant 1914, puis président du comité du XVIe arrondissement et membre du conseil central de cette section de la Croix-Rouge française . 
En 1914, il est rappelé et affecté à l'état-major de la brigade de réserve de la 71e division de la Ire armée. Il rejoint le front en Lorraine à sa demande comme capitaine en 1915. Il est affecté en 1916 à l'état-major du général de Maud'huy devant Verdun. Intoxiqué par les gaz en 1917, il est titulaire de la Croix de guerre avec 3 citations.

## Député de la Fédération républicaine et membre de la «garde lorraine» de Louis Marin
Élu en novembre 1919 sur la liste menée par Louis Marin et Albert Lebrun en Meurthe-et-Moselle, il est réélu en 1924 sur la liste de Louis Marin. Il est réélu en 1928, cette fois au scrutin d'arrondissement, à Nancy. Membre de la Fédération républicaine, il est secrétaire général du groupe URD à la Chambre, puis vice-président en 1930. 
Il siège au comité directeur de la Ligue des patriotes au début des années 1920.
Il est aussi conseiller général du canton de Nancy-Ouest depuis 1925. 
Il devient membre du conseil d'administration en 1925 puis président du conseil d'administration et administrateur-délégué en décembre 1927 de la Presse de l'Est, qui édite à Nancy le quotidien conservateur, catholique et patriote L'Éclair de l'Est, contrôlé depuis 1925 par Louis Marin et François de Wendel, et tente de convaincre Marin d'en faire le pôle de la Fédération républicaine en Meurthe-et-Moselle. 
Catholique pratiquant, il soutient la Fédération nationale catholique, et ses groupements affiliés en Lorraine et notamment l'Union catholique et la Fédération des catholiques vosgiens au moment de la lutte contre le Cartel des gauches. À Nancy, il est surtout proche des Fraternités (il appartient à la Fraternité Saint-Sébastien) et de la génération marquée par l'affaire Dreyfus et la crise de la Séparation de 1905, des anciens cadres de l'Action libérale populaire qui ont rejoint la Fédération républicaine et sont proches des ligues. Il fait partie du comité directeur du "comité antimaçonnique" (comité d'études des questions maçonniques). 
Il partage l'intransigeance de Louis Marin à l'égard de l'Allemagne, de la politique d'Aristide Briand et des partis de gauche. Il forme avec François de Wendel la « garde lorraine » de Louis Marin à la Chambre. En 1932, dans sa profession de foi, il affirme sa volonté de « mettre en échec la conjuration maçonnique et allemande », allusion à la politique de Briand et à l'action des démocrates-chrétiens. Il se déclare hostile au PDP et à son « œuvre de désunion nationale » et à la « concentration républicaine qui mène au cartel ». En novembre 1932, il écrit au maréchal Lyautey, à propos du numéro du 15 octobre des Annales de la jeunesse française de l'ACJF et de ses articles pacifistes : Je « partage nettement tous vos sentiments et toutes vos idées. La France se laisse décomposer ! Il est temps de réagir » alors que « le salut de la France est en jeu et aussi le sort de la religion en France ». 
Son intransigeance et son hostilité à l'égard du Parti démocrate populaire l'amènent à un conflit avec ce parti, qui provoque de vives tensions au sein du monde catholique de Meurthe-et-Moselle, à Nancy surtout, entre les Fraternités et l'Union catholique affiliée à la Fédération nationale catholique, entre l'ancienne génération de catholiques traditionnels qui l'entoure, assez nationalistes, et une nouvelle génération, proche du PDP et favorable à la politique de Briand, qui veut se dégager de l'emprise des notables traditionnels. Ces tensions sont avivées par L'Éclair de l'Est et plus encore par les royalistes de Meurthe-et-Moselle et leur périodique Le Courrier de Lorraine et de Franche-Comté dirigé par Charles Berlet, qui partagent l'intransigeance d'Édouard de Warren à l'égard de la politique de Briand et en profitent pour régler des comptes, à la suite de la condamnation pontificale de l'Action française.
Ce conflit explique ses échecs électoraux. Il est battu en 1931 aux cantonales, vaincu par un candidat du PDP, l'adjoint au maire de Nancy Marchal qui l'emporte au second tour, puis en 1932 aux législatives : le maintien d'un candidat PDP au second tour, Pierre Fisson, provoque la défaite du député sortant et l'élection d'un radical, Émile Seitz. Les journaux électoraux des candidats Pierre Fisson et Édouard de Warren se sont consacrés presque uniquement à s'entre-déchirer. Édouard de Warren est par exemple accusé d'évoluer vers « la droite extrême » et d'être soutenu par les royalistes de l'Action française.
Il quitte la fonction de président du conseil d'administration de la Presse de l'Est le 8 juillet 1933. Il quitte aussi la présidence de l'Union lorraine des syndicats agricoles. Son successeur, le colonel Raoul Lyautey, frère du maréchal, insiste pour lui attribuer le titre de président d'honneur. Il demeure cependant membre de la Fédération républicaine, et participe à ses congrès. Il est désigné en 1935 membre du conseil d'administration de l'influent quotidien parisien Le Temps (1861-1942), contrôlé par François de Wendel.

## Dirigeant d'organisations agricoles en France métropolitaine
À la fin de la Première Guerre mondiale, il est nommé chef de mission au ministère de l'Agriculture, chargé d'organiser des syndicats, des associations agricoles et des coopératives dans les régions libérées. Il fonde la Confédération générale des associations agricoles en 1919 dont il devient commissaire général. En 1924, il devient président de l'Union lorraine des syndicats agricoles. 
Membre du conseil d'administration de la Société des agriculteurs de France, il fonde en 1923 et préside l'Office central de la main-d’œuvre agricole (OCMOA), et, à ce titre, préside le conseil d'administration de la Société générale d'immigration, fondée l'année suivante par des organisations patronales (notamment le Comité central des houillères de France et l'OCMOA, désireux d'embaucher des ouvriers agricoles) et dont la mission consiste à recruter et à acheminer en France des travailleurs étrangers afin de pallier le manque de main-d'œuvre.

## Membre éminent du «parti colonial»
Il s'est installé comme colon en 1901 en Tunisie, où il possède le domaine d'Echamünes, près de Tunis, qu'il exploite avec son demi-frère Patrice jusqu'en 1914. Il est président fondateur de l'Association agricole de la Tunisie, jusque dans les années 1920, et de la Fédération des œuvres de la mutualité de la Régence. Il prône la nécessité des « œuvres d'association et de la mutualité, pour assurer et fortifier l'établissement des colons français, et surtout de la petite colonisation française en Tunisie, pour pousser l'évolution sociale et économique des indigènes, pour assurer protecteurs et protégés dans le travail, les intérêts et les responsabilités ». Il obtient en 1911 la Légion d'honneur, remise par le président Fallières, en récompense de son action en Tunisie. S'il représente la Lorraine à la Chambre des députés après la Première Guerre mondiale, il continue à s'intéresser à la Tunisie, qu'il visite régulièrement ; il est un des représentants officieux des colons français de Tunisie à la Chambre. 
Il se fait l'apôtre à la Chambre, puis auprès des élites après 1932, de l'unité de l'empire français, de la nécessité du chemin de fer transsaharien et de la mise en valeur agricole de l'empire colonial, de la constitution d'un ministère de la France d'outre-mer, dans ses articles, ses prises de position aux congrès de la Fédération républicaine et ses conférences, jusqu'aux premières années du régime de Vichy. 
Il se montre très actif et cumule les présidences d'organismes publics et privés :
- président de la section Relations internationales et colonies de la Société des agriculteurs de France[26].
- président de l'association des colons français en Tunisie[27].
- président de l'association scientifique internationale de l'agriculture des pays chauds et de son comité français [28].
- président du Comité Algérie-Tunisie-Maroc, fondé en 1925 sous l'égide du comité de l'Afrique française[29].
- président du Comité (extra-parlementaire) du Transsaharien, fondé en juin 1927 par le comité Algérie-Tunisie-Maroc pour « unir l'Afrique blanche à l'Afrique noire » et « assurer la mise en valeur de l'Afrique tropicale »[30].
- fondateur et président en juillet 1927 de la sous-commission du Transsaharien, à la commission de l'Algérie, des protectorats et des colonies à la Chambre des députés. Il dépose le 5 avril 1927 une proposition de loi tendant à l'octroi d'un crédit de 18 millions de francs pour son étude technique, et d'autres par la suite, telle sa proposition du 3 avril 1930[31].
- président du groupe de l'Afrique française à la Chambre en 1928.
- président du comité directeur de la conférence économique de l'Afrique française (conférence avortée de Dakar en 1930, conférence de Paris en 1932, qu'il préside)[32].
- président en 1934 de la commission de la production métropolitaine et coloniale, nommé par le ministre des colonies Louis Rollin, pour la « conférence impériale » (conférence économique de la France métropolitaine et d'outre-mer) de 1934-35, puis désigné en 1936 pour succéder à Claude-Joseph Gignoux comme secrétaire général de son bureau permanent[33].
- président du comité d'action colonisatrice et de paysannat indigène au ministère des colonies (1935)[34].
- fondateur et président du « déjeuner Galliéni » en 1935, qui regroupe « l'élite du monde colonial », se veut mensuel et entend faire revivre le « déjeuner Eugène Étienne » qui eut lieu de 1889 à 1914[35].
- préside en 1935 le déjeuner annuel du comité Bugeaud[36].
- président de la commission des liaisons de l'Afrique du Nord avec les colonies au Conseil supérieur de la France d'outre-mer, en 1938-40.
- succède à Jacques Bardoux à la présidence en 1939-40 du cercle métropolitain de l'empire français (cercle des chambres syndicales de France), qui organise des déjeuners-conférences[37]
- vice-président du Comité de l'Afrique française[38], jusqu'aux années 1950.
- vice-président du groupe colonial de la Chambre des députés, en 1928.
- vice-président de l'Union soudanaise, fondée en 1938 et regroupant des parlementaires, des coloniaux et des écrivains, pour défendre « l'unité de l'Afrique française »[39].
- vice-président du Comité national de la France d'outre-mer durant l'Occupation[40].

Il est membre de la commission d'Algérie, des protectorats et des colonies à la Chambre et de groupes parlementaires groupant des coloniaux (groupe des Amitiés France-Indigènes et musulmans en 1927). Membre aussi de l'Académie des sciences d'outre-mer, depuis 1922, de l'Institut colonial français, de la Société de géographie commerciale, de l'Union coloniale française, de l'association Colonies-Sciences à partir de sa fondation en 1925, du Comité de propagande du centenaire de l'Algérie en 1929. Élu en 1935 à l'Académie d'agriculture, il succède au maréchal Lyautey et y défend l'agriculture dans les colonies. 
Après la Seconde Guerre mondiale, il continue un temps à promouvoir ses idées mais l'âge et la maladie l'éloignent des cénacles qu'il a fréquentés.

## Décorations
- Officier de la Légion d'honneur
- Chevalier de la Légion d'honneur (1911)
- Croix de guerre 1914–1918 (trois citations)
- Officier de l'ordre du Mérite agricole
- Chevalier de l'ordre du Mérite agricole

## Sources
- Assemblée nationale française - Base de données des députés depuis 1789 - Édouard de Warren
- Jean-François Colas, Les Droites nationales en Lorraine dans les années 1930 : acteurs, organisations, réseaux (thèse de doctorat, Université de Paris X-Nanterre), 2002, 3 volumes
- Dir. Jean El Gammal, François Roth et Jean-Claude Delbreil, Dictionnaire des Parlementaires lorrains de la Troisième République, Metz, Serpenoise, 2006 (ISBN 2-87692-620-2, OCLC 85885906, lire en ligne), p. 188-189
- « Édouard de Warren », dans le Dictionnaire des parlementaires français (1889-1940), sous la direction de Jean Jolly, PUF, 1960 [détail de l’édition]
- Jacques Nouel, Carnets de route d'un officier lorrain, le capitaine Edouard de Warren dans les combats en Lorraine de l'automne 1914, dans Le Pays lorrain, 1977
- Ali Mahjoubi, Les Origines du mouvement national en Tunisie (1904-1934), Université de Tunis, 1982
- Laurent Ducerf, François de Menthon : un Catholique au service de la République, 1900-1984, Cerf, 2006
- Marc Lagana, Le Parti colonial français : éléments d'histoire, PUQ, 1990
- Stuart Michael Percell, French colonial lobby, 1899-1938, Hoover press, 1983